# Dactyloctenium australe
Dactyloctenium australe är en gräsart som beskrevs av Ernst Gottlieb von Steudel. Dactyloctenium australe ingår i släktet knapphirser, och familjen gräs. Inga underarter finns listade i Catalogue of Life.